# Armadillo hirsutus
Armadillo hirsutus är en kräftdjursart som beskrevs av Koch 1856. Armadillo hirsutus ingår i släktet Armadillo och familjen Armadillidae. Inga underarter finns listade i Catalogue of Life.